# Hyperomorpha
Hyperomorpha är ett släkte av skalbaggar. Hyperomorpha ingår i familjen vivlar.
Kladogram enligt Catalogue of Life:
| Hyperomorpha | \| \| Hyperomorpha squamosa \| \| \| \| |
|              | \| \| Hyperomorpha squamosa \| \| \| \| |
|              | Hyperomorpha squamosa                   |
|              |                                         |